# Sporoschisma nigroseptatum
Sporoschisma nigroseptatum är en svampart som beskrevs av D. Rao & P.Rag. Rao 1964. Sporoschisma nigroseptatum ingår i släktet Sporoschisma och familjen Chaetosphaeriaceae.   Inga underarter finns listade i Catalogue of Life.